# Mermaids (colonna sonora)
Music From the Original Motion Picture Soundtrack - Mermaids  è la colonna sonora del film Sirene (Mermaids) con Cher, Winona Ryder, Christina Ricci e Bob Hoskins, pubblicata nel 1990.

## Tracce
1. The Shoop Shoop Song (It's in His Kiss) – 2:51 (Cher)
2. Big Girls Don't Cry – 2:25 (Frankie Valli, The Four Seasons)
3. You've Really Got a Hold on Me – 2:57 (Smokey Robinson, The Miracles)
4. It's My Party – 2:21 (Lesley Gore)
5. Johnny Angel – 2:22 (Shelley Fabares)
6. Baby I'm Yours – 3:19 (Cher)
7. Just One Look – 2:26 (Doris Troy)
8. Love Is Strange – 2:55 (Mickey & Sylvia)
9. Sleepwalk – 2:21 (Santo & Johnny)
10. If You Wanna Be Happy – 2:11 (Jimmy Soul)